# オービチューン
オービチューン株式会社（Orbitune Inc.）は、コミュニティ放送局などに向けて配信する番組制作会社である。旧社名は「エフエムアメリカ」。

## 主要取引先
愛知国際放送、ウェザーニューズ、エフエムインターウェーブ、エフエム大阪、エフエム東京、FM NORTH WAVE、九州国際エフエム、ローソン　など

## エフエムアメリカ時代の製作番組
- World Hits Now
- Horizons
- The Island
- D.J.Time（以下はシリーズ）

World Hits Now D.J.Time（岡田朗）、Chart Express D.J.Time（稲村幸治＆中山智保子）、Treasure Chest D.J.Time（南美布）、The Hot Zone D.J.Time（斉藤リョーツ）、The Breeze D.J.Time（白石リサ）、The Island D.J.Time（サマンサ・ベガ）

## 配信を受けていた局
- COME ON! FM（山口・下関）
- B-FM 76.1（徳島・徳島）